# Kup prvaka (trofej)
Kup europskih klupskih prvaka, poznatiji po svojoj francuskoj inačici Coupe des Clubs Champions Européens, ili jednostavno  Kup prvaka, je trofej koji UEFA godišnje dodjeljuje nogometnoj momčadi koja osvoji Ligu prvaka, najprestižnije europsko klupsko nogometno natjecanje. Ono je prije preobrazbe 1992. godine dijelilo isto ime kao i trofej, jer je natjecanje tada bilo poznato kao Kup prvaka, no kasnije je preimenovano u UEFA Liga prvaka.
Postojalo je nekoliko različitih izgleda trofeja i nekoliko je puta bio mijenjan, zbog pravila da ekipe koje Kup/Ligu prvaka osvoje pet puta ili triput zaredom zadržavaju trofej zauvijek, a novi bi se trofej napravio za iduću sezonu. Međutim, to se pravilo u međuvremenu promijenilo; od 2009. originalni trofej ostaje zauvijek u posjedu UEFA-e, ali pobjednička momčad dobiva repliku u pravoj veličini s imenom pobjednika ugravirano na njoj. Također, iduće se sezone na dresu branitelja naslova nalazi poseban logo.

## Osvajači trofeja
Originalni trofej (1956. – 1966.)
- Real Madrid (6) – 1956., 1957., 1958., 1959., 1960., 1966.
- Benfica (2) – 1961., 1962.
- Internazionale (2) – 1964., 1965.
- Milan (1) – 1963.

Redizajnirani trofej (1967. – danas)
- Real Madrid (7) – 1998., 2000., 2002., 2014., 2016., 2017., 2018.
- Milan (6) – 1969., 1989., 1990., 1994., 2003., 2007.
- Liverpool (6) – 1977., 1978., 1981., 1984., 2005., 2018.
- Bayern München (6) – 1974., 1975., 1976., 2001., 2013., 2020.
- Barcelona (5) –  1992., 2006., 2009., 2011., 2015.
- Ajax (4) – 1971., 1972., 1973., 1995.
- Manchester United (3) – 1968., 1999., 2008.
- Nottingham Forest (2) – 1979., 1980.
- Juventus (2) – 1985., 1996.
- Porto (2) – 1987., 2004.
- Chelsea (2) – 2012., 2021.
- Celtic (1) – 1967.
- Feyenoord (1) – 1970.
- Aston Villa (1) – 1982.
- Hamburg (1) – 1983.
- Steaua Bukurešt (1) – 1986.
- PSV Eindhoven (1) – 1988.
- Crvena zvezda (1) – 1991.
- Marseille (1) – 1993.
- Borussia Dortmund (1) – 1997.
- Internazionale (1) – 2010.

## Vanjske poveznice
- Fotografija originalnog trofeja kojeg drži Alfredo Di Stéfano nakon finala Kupa prvaka 1956. Getty Images.